# 富士山本宮淺間大社

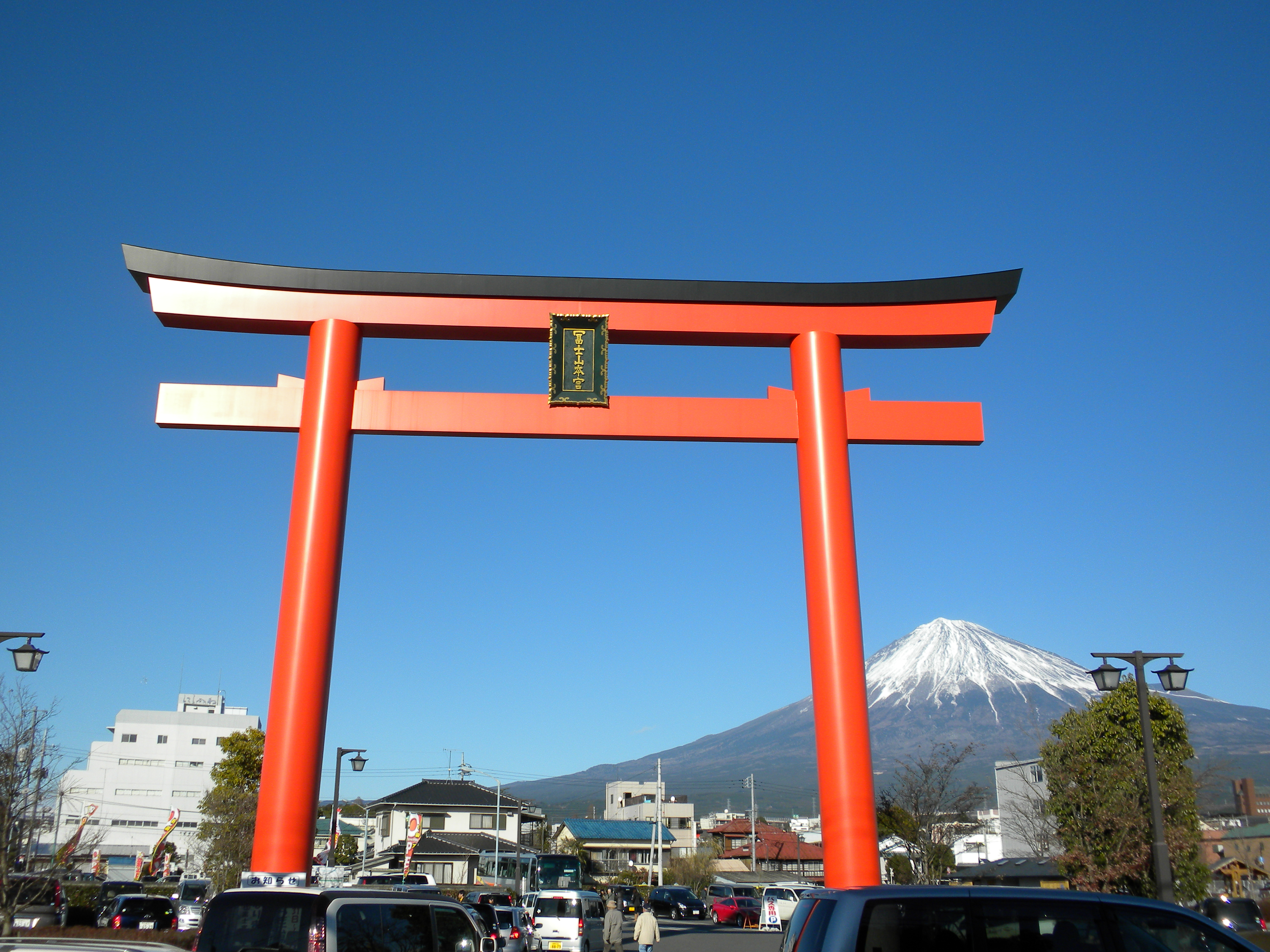
鳥居

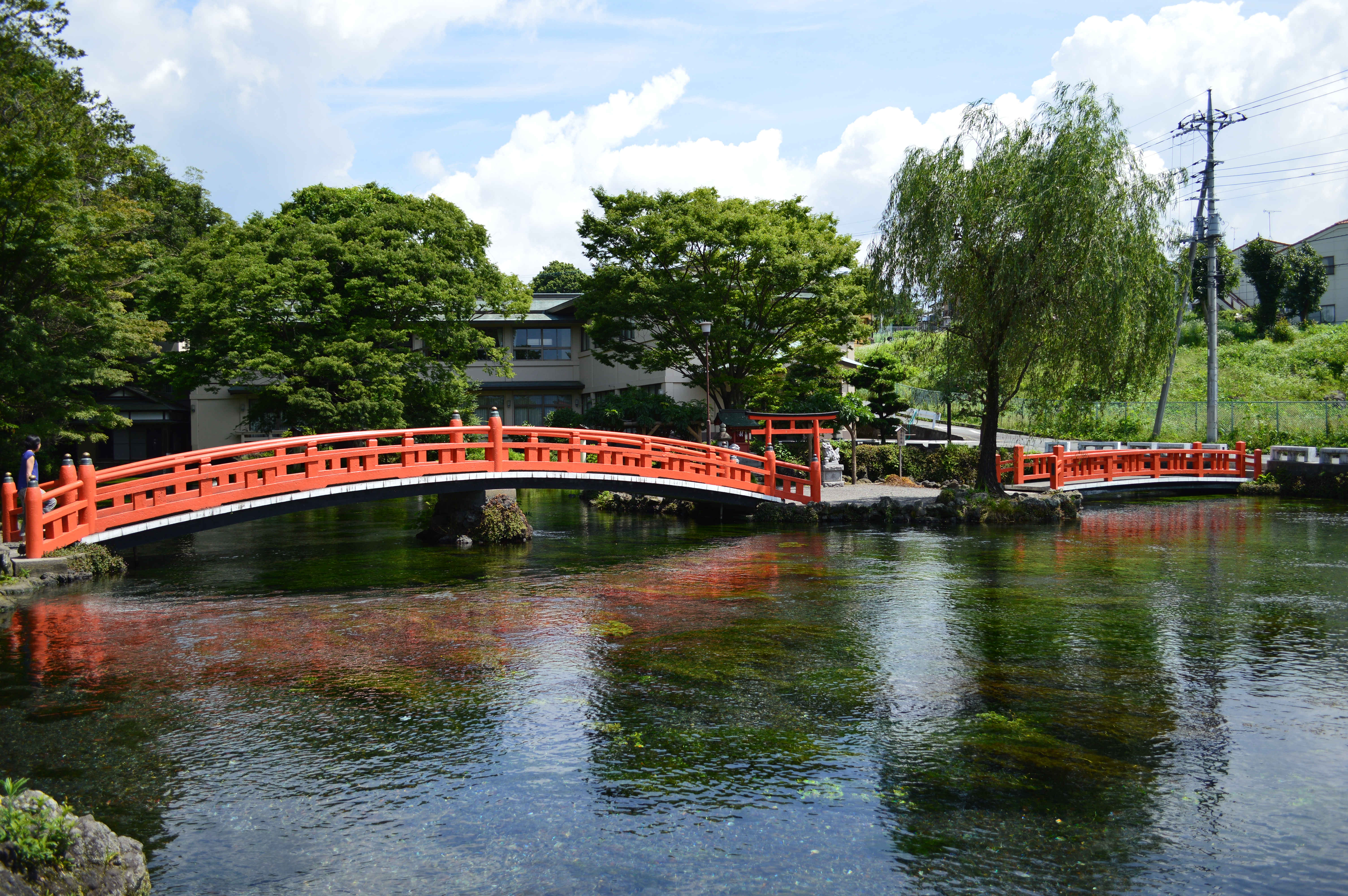
湧玉池

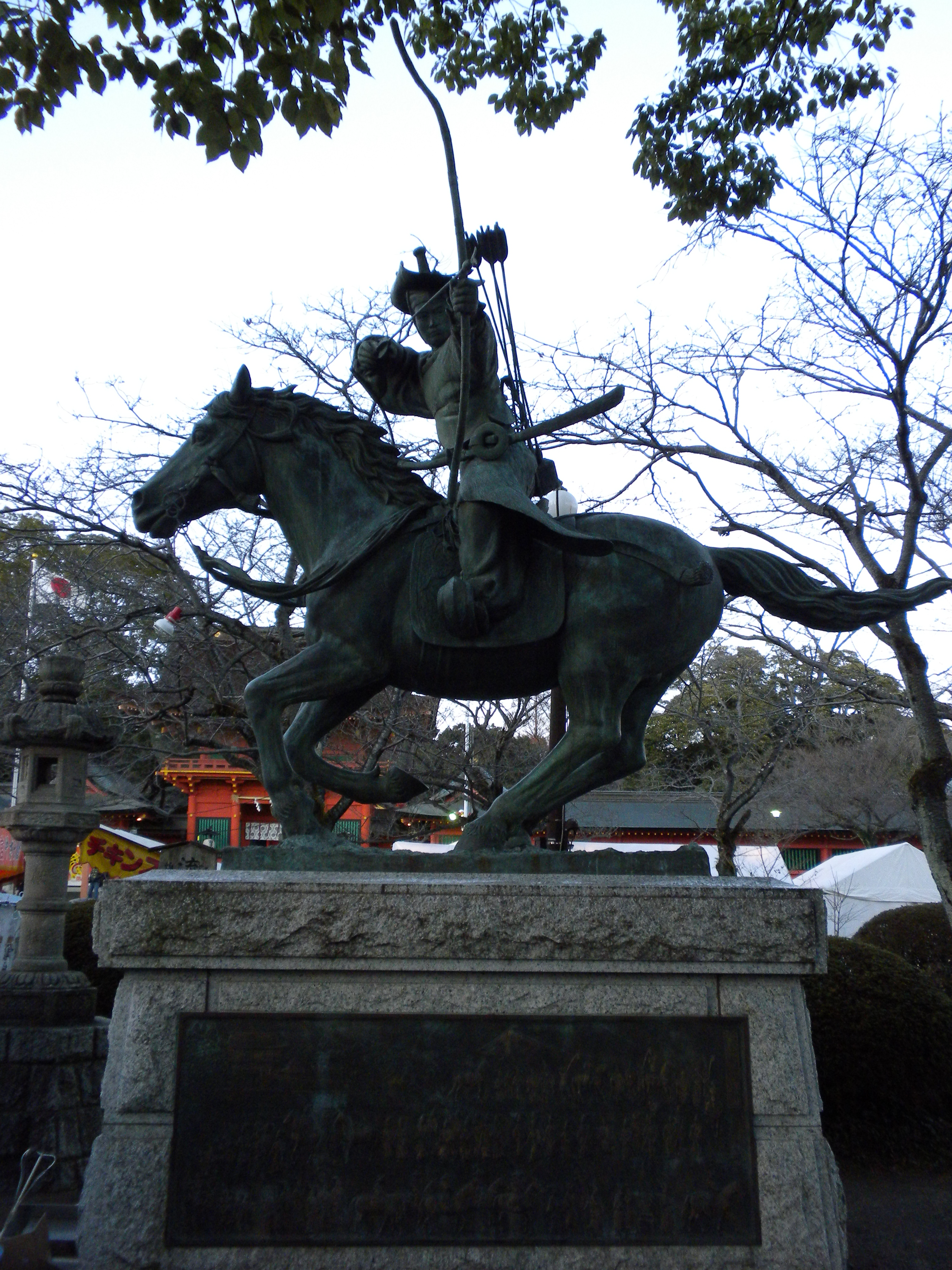
流鏑馬像

富士山本宮淺間大社（日语：富士山本宮浅間大社），是位於日本靜岡縣富士宮市的神社。是富士山所在土地的擁有權者之一，亦為式內社（名神大社）、駿河國一宮、舊社格為官幣大社（現神社本廳的別表神社）。日本國內約1300座淺間神社之總本宮、富士信仰的中心地。

## 關連項目
- 富士山
- 淺間神社
- 一宮

## 外部連結
- 富士山本宮淺間大社 （页面存档备份，存于）